# Hebei bangzi
Le Hebei Bangzi (河北梆子) est un genre d'opéra chinois provincial. Originaire du Hebei, au Nord de la Chine, il est apparu pour la première fois au milieu la dynastie Qing (1644-1912). 
Le Bangzi est l'un des genres dominants de l'opéra chinois du Nord, de l'Est et du centre de la Chine. Plus d'une douzaine de genres dramatiques provinciaux appartiennent musicalement au genre Bangzi. À l'origine ce terme désigne une sorte de cliquette, paire d'instruments à percussion qui se compose de deux morceaux de bois que l'on frappe l'un contre l'autre pour marquer le rythme.
Ce terme désigne par extension le genre basé sur un système d'arias modulables connus sous le nom de bangziqiang (梆子腔) ou « mélodies pour Bangzi ». La dynastie Qing marque la prospérité du genre. Pendant cette période il a pénétré les provinces du Sichuan, du Henan, du Shandong, du Hubei, de l'Anhui, du Zhejiang et même plus loin dans le Sud, pour former différentes sous-branches ou influencer d'autres opéras. À la fin du XVIIIe siècle, le Bangzi atteint Pékin, Tianjin et la province environnante du Hebei. Encouragé par de riches marchands du Shaanxi et du Shanxi, et apprécié par les classes les plus basses, ce qui allait plus tard devenir le Hebei Bangzi pénétra avec succès dans la région.

## Histoire
La date d'apparition du Hebei Bangzi est estimée à la fin du XVIIIe siècle, pendant le règne de l'empereur Qianlong des Qing (r. 1736-1795). Il est difficile de donner une date précise puisque le Hebei Bangzi est le produit de différents opéras qui se sont rencontrés et mélangés. Apparu dans le Hebei dont il tire son nom, il dérive entre autres du Qinqiang et Shanxi Bangzi. Il porta d'abord des noms comme Jing Bangzi (京梆子), Zhili Bangzi (直隸梆子, le Zhili étant l'ancien nom du territoire correspondant à l'actuel Hebei) ou Wei Bangzi (衛梆子) avant d'adopter le nom officiel de Hebei Bangzi en 1952. Il se propagea rapidement dans les provinces du Nord comme le Shandong, le Henan, le Heilongjiang, le Jilin, le Liaoning et la Mongolie-Intérieure, mais également au centre et au Sud comme à Shanghai ou à Wuhan. Il connut un grand succès et est encore pratiqué aujourd'hui même si l'opéra de Pékin domine le milieu.
Joué dans le dialecte pékinois, il serait né dans la ville de Tianjin alors que les riches marchands originaires des provinces du Shaanxi et du Shanxi, nostalgiques, auraient recherché des mises en scène familières.
Les acteurs du Hebei Bangzi étaient à l'origine principalement des paysans originaires des villes et villages de la région. Lorsqu'il n'y avait pas de travail aux champs ils se produisaient dans les villes et les villages. En période de travail, ils retournaient dans leurs fermes. Avec le succès, de nouveaux comédiens arrivèrent, diversifiant ainsi leurs origines. Ces acteurs jouaient principalement lors de cérémonies, de foires ou dans les maisons de thé. L'absence d'éclairage et les conditions de jeu limitées les obligeaient à jouer de jour.
À la fin des années 1930, les provinces du Nord, berceau du Hebei Bangzi, furent les premières touchées par la guerre sino-japonaise (1937-1945). Nombre de comédiens durent fuir où furent tués pendant cette période qui était en plus une période de grands troubles politiques internes et ce depuis la fin du XIXe siècle.

À partir des années 1950, avec le soutien de Jiang Qing (江青1914-1991), quatrième épouse de Mao Zedong (毛泽东, 1893-1976) et ancienne comédienne, le Hebei Bangzi connut un renouveau. Il se spécialisa dans les spectacles historiques et devint également un miroir de la vie à cette époque. Que ce soit sur scène ou dans la musique, tous les aspects du Hebei Bangzi connurent de grands changements. Ainsi il redevint fort et vigoureux. Il s'étendit à nouveau au Hebei, à Tianjin, Pékin, dans le Shandong, le Henan ou encore le Shaanxi et devint le genre dominant des régions du Nord. Le Hebei Bangzi permettait au gouvernement de critiquer les anciennes classes dirigeantes étiquetées de féodales. On y trouvait aussi des chants à la gloire des héros de la résistance lors de l'invasion japonaise, on y glorifiait la nouvelle loi sur le mariage (1950) et les libertés accordées aux femmes, il comportait des allusions sur la vie dans les campagnes, etc. Jusqu'à la révolution culturelle (1966-1976), le Hebei Bangzi connaît la réussite, mais tout s'arrête à partir de 1966.
Le Hebei Bangzi connut alors le sort de tous les genres dramatiques traditionnels : certaines compagnies théâtrales furent complètement dissoutes, des comédiens furent envoyés dans des usines, d'autres dans des villages pour travailler dans les champs. L'oppression alla parfois jusqu’à la mise à mort. Seules quelques rares pièces patriotes étaient encore jouées. Ce n'est qu'à partir de 1974 que le genre commença lentement à retrouver lentement droit de cité. Après la mort de Mao Zedong en 1976 et la chute de la bande des quatre, le Hebei Bangzi entra dans une nouvelle phase.
Dans les années 1980, avec l'arrivée massive de la télévision et l’essor du cinéma, le public du Hebei Bangzi diminua, mais il continue aujourd'hui d'être apprécié et le gouvernement du Hebei se questionne régulièrement sur les modifications ou modernisations qu'il peut y apporter pour qu'il puisse survivre dans ce nouveau monde.

## Types de rôles
La division des rôles du Hebei Bangzi est similaire à celle de l'opéra de Pékin même si quelques spécificités subsistent. Traditionnellement, les personnages, indifféremment de leur sexe ou de leur âge, peuvent être interprétés par n'importe quel comédien. Mais un acteur n’interprète qu'un seul type de personnage, il se spécialise et n’opère de reconversion que s'il n'a pas d'autre choix. 
Les sheng (生) sont des personnages masculins.
- Les laosheng (老生), aussi appelés xusheng (须 生) sont des hommes d'âge mûr ou des vieillards reconnaissables à leur longue barbe. Ils représentent en général des personnes d'une certaine catégorie comme des mandarins, des officiers, des militaires, etc. Dans le Hebei Bangzi, ils tiennent le premier rôle, leur chant est énergique et grave.
- Les xiaosheng (小生) sont des hommes jeunes. Leur jeunesse est suggérée par l'absence de barbe en opposition avec celle laosheng.
- Les wusheng (武生) sont des personnages particulièrement doués en arts martiaux et dont les rôles s'accompagnent d'accessoires comme des épées ou des lances.

Les dan (旦) sont des personnages féminins.
- Les qingyi (青衣), souvent des mères ou des épouses, sont caractérisées par leur chant fort et clair.
- Les huadan (花旦) sont de jeunes femmes, souvent non mariées et dont le statut social n'est pas le plus élevé. Dans le Hebei Bangzi, c'est une huadan qui tient le second rôle. Celui-ci met l'accent sur le jeu et les dialogues.
- Les daomadan (刀马旦) sont des personnages particulièrement doués en arts martiaux comme les wusheng dont elles sont l'équivalent féminin. Leur rôle s'accompagne également d'armes.
- Les caidan (彩旦)  sont des personnages comiques parfois méchants.
- Les laodan (老旦) sont des vieilles femmes caractérisées par l'absence de maquillage

Les jing (净) 
- Les hualian (花脸) sont les visages peints masculins. Leur maquillage particulièrement élaboré cache complètement leur visage. Ils sont en général rustique et énergique.
- Les jingsheng (净生) sont des personnages qu'on ne trouve que dans le Hebei Bangzi. Il s'agit d'une combinaison entre le sheng, personnage costumé, et le jing, visage peint. Il dispose des attributs des deux catégories.

Les chou （丑）sont des personnages masculins comiques, ils sont également appelés les clowns, équivalent des caidan. Ils sont reconnaissables à leur maquillage en forme de cercle qui ne couvre qu'une partie de leur visage.

## Musique
Les mélodies comme les personnages du Hebei Bangzi trouvent leurs origines dans les traditions populaires, elles y sont nées et s'y sont développées, Pour cette raison, elles évoquent des choses familières aux spectateurs et c'est un des facteurs du succès de ce théâtre.

### Les rythmes et mélodies
La particularité de ces mélodies est leur sonorité puissante et souvent triste, c'est une musique qui émeut. Elles peuvent facilement souligner les griefs et l'indignation. Le Hebei Bangzi comprend cinq structures rythmiques : manban (慢板), erliuban (二六板), liushuiban (流水板), jianban (尖板) et kuban (哭板).
- Le rythme manban se divise en deux catégories : damanban (大慢板) et xiaomanban (小慢板). La mélodie du damanban est la plus puissante et son chant est le plus lent avec un battement accentué suivi de trois non accentués. Il accompagne les personnages de qingyi ou de laosheng. Ce rythme souligne des émotions comme la tristesse, l'inquiétude, la nostalgie, etc. Mais il ne peut pas finir un chant, il faut pour cela alterner avec le xiaomanban. Le xiaomanban est utilisé dans un sens plus large et convient à tous les personnages. Il peut aussi bien souligner des émotions qu’accompagner une narration. Il peut être introduit par le rythme erliuban ou l'accompagner, suivre un damanban, mais il peut également être utilisé seul et être chanté.

- Le rythme erliuban se divise en deux catégories : zhengdiaoerliu (正调二六), noyau du Hebei Bangzi, et fandiaoerliu (反调二六), tous deux ont une même base qui se compose d'un battement accentué suivi d'un battement non accentué. Il existe différentes mélodies pour le zhengdiaoerliu. Lorsqu'il suit un manban il est appelé manerliu (慢二六), sa particularité est sa force ainsi que son chant calme et allongé. Il est très polyvalent et très flexible. Il peut non seulement exprimer les émotions des personnages, mais également servir de liaison entre le damanban et n'importe quel autre rythme. S'il précède le rythme liushui il est appelé kuaierliu (快二六) , c'est un rythme rapide et sa mélodie se caractérise par sa simplicité et sa légèreté.

Le fandiaoerlieu est appelé fanbangzi (反梆子) ou fandiao (反调). Cette structure rythmique ne peut ni commencer une mélodie ni la finir, mais seulement l'accompagner. Il est utilisé entre autres pour accompagner les plaintes des personnages.
- La structure rythmique du liushuiban se divise en deux catégories : jindajinchang (紧打紧唱) et jindamanchang (紧打慢唱). Le premier est rapide et les paroles sont plus nombreuses que les battements (il y a en général un mot par battement, mais cela peut aller jusqu'à deux mots par battement). Le jindamanchang est plus libre et s’il peut être court ou long, le jeu de l'acteur doit être proportionnel, tout comme le chant qui doit être continu et s'accorder à la mélodie.

Ces deux rythmes conviennent aux scènes de colère, d'anxiété, de peur, etc.
- Les battements du jianban sont irréguliers.
- Les battements du kuban sont aussi irréguliers et ce rythme sert principalement d'interlude[5].

### Les instruments
Traditionnellement, il existe deux orchestres : l'orchestre civil (文场 wenchang) et l'orchestre militaire (武场 wuchang).

- L'orchestre civil est celui des instruments à vent et à corde. Le banhu (板胡), violon avec une caisse en forme de bol, y tient la place principale. Les autres instruments qui le composent sont la flûte de bambou dizi (笛子), l'orgue à bouche sheng (笙), le hautbois suona (唢) et la guitare à trois cordes sanxian (三弦). S'y sont ajoutés par la suite l’instrument de percussion qui donne son nom au genre, le bangzi, le dulcimer, le violon erhu (二胡), le luth et le ruanxian (阮咸) à corde pincées.
- L'orchestre militaire comprend les percussions, le grand et le petit gong, la grande et la petite cymbale, les cloches, les tambours tanggu (堂鼓) et huapengu (花盆鼓), le hautbois suona, etc.

Parmi les 150 compositions les plus courantes, plus de cinquante sont des mélodies d'instruments à cordes contre plus de cent pour les mélodies d'instruments à vent. 

### Les chants
Les sheng, qu'ils soient xiaosheng ou wusheng, ont des chants et des mélodies basées sur celles des laosheng. Les huadan, caidan, daomadan ou laodan se basent, elles, sur le chant des qingyi. Ni les dan ni les sheng, hormis les laosheng et les qingyi, ne chantent sur le rythme de damanban. Les jing disposent de leur propre système mélodique. Ils exploitent le rythme xiaomanban, erliu, jianban et liushui mais pas les autres. Quant aux chou qui bénéficient également de leur propre système mélodique, ils peuvent s'exprimer sur tous les rythmes.

Les hommes et les femmes utilisent les mêmes bases de chant, mais celui des hommes est plus grave et pénétrant. Les chants sur le rythme zhengdiao sont doux, ceux du fandiao sont plus insistants. La plupart des chants sont intenses, passionnés et puissants avec une certaine note tragique.
À l'intérieur des chants, Les paroles sont proportionnellement plus importantes que les battements (une phrase compte en moyenne cinq ou six mots). Les acteurs prononcent leurs textes en faisant des variations de voix, il s'agit en général des tons « descendant – montants » ou « plats ». 
Les mises en scène usent de l'exagération théâtrale accompagnée des mouvements stylisés des personnages.

## Quelques pièces célèbres
Hudie Bei (蝴蝶杯)
Tian Yuchuan, fils d'un petit magistrat, tue accidentellement le fils du gouverneur qui avait battu un pêcheur à mort. La fille du pêcheur, Hu Fenglian, décide de cacher Tian dans la cale d'un bateau. Tian tombe amoureux d'elle et lui offre un petit bol (hudie bei) en témoignage de ses sentiments. Par la suite, Hu va voir le gouverneur afin d'accuser son fils décédé du meurtre du pêcheur. Le petit magistrat plaide également en sa faveur, mais finalement, le cas ne sera pas résolu.
Baoliangdeng (宝莲灯)
La déesse de la montagne Hua qui aide les gens à l'aide de sa lanterne lotus magique, tombe amoureuse d'un mortel. Ils se marient et ont un fils, mais le frère de la déesse ne supporte de pas de voir sa sœur mariée à un mortel. Il ordonne alors au chien céleste de voler la lanterne magique et de cacher la déesse dans la montagne Hua. Plus tard, un immortel enseigne les arts martiaux au fils afin qu'il puisse ouvrir la montagne en deux et sauver sa mère.
Chen Sanliang (陈三两)
Une prostituée du nom de Chen Sanliang est vendue à un riche marchand pour devenir sa concubine. Parce qu'elle refuse de partir avec lui, le marchand l'accuse devant le tribunal d'un gouverneur corrompu qui la torture. Au même moment, l'empereur ordonne à Chen Kui, son plus grand lettré, d'inspecter cette ville en question. Chen Kui sauve Chen Sanliang et punit le mauvais gouverneur. 